# يونس باشا
يونس باشا هو الصدر الأعظم للدولة العثمانية من 22 يناير 1517 حتى 13 سبتمبر 1517.

## مقتله
ويروي ابن إياس أن لدى خروج سليم الأول من مصر وترك السلطان بالمدينة حامية عسكرية لحفظ الأمن تحت قيادة خير الدين آغا الانكشاري. وفي أثناء عبور الجيش العثماني لصحراء العريش، التفت السلطان للصدر الأعظم "يونس باشا"، الذي كان فتح مصر على غير رأيه، وقال له ما معناه أنه قد أتمّ فتحها خلافًا لرأيه، فأجابه يونس باشا بأن فتحها لم يعد عليه بشيء إلا قتل نحو نصف الجيش بما أنه سلّمها لخائن كان غرضه التملك عليها لنفسه، فلا يؤمن ولاؤه للدولة. فغضب السلطان من هذا الكلام الموجه إليه بصفة لوم وأمر بقتل الصدر الأعظم في الحال فقُتل
وقد دفن يونس باشا داخل الخان الذي عرف منذ ذلك الوقت باسمه في مدينة خان يونس بفلسطين[بحاجة لمصدر]